# Whistler, Alabama
Whistler är ett kommunfritt samhälle i Mobile County, Alabama, USA. Samhället ligger vid vägen interstate 65.

## Berömda personer
- Billy Williams, basebollspelare
- Ellis Lankster, utövare av amerikansk fotboll i New York Jets i NFL[1]